# Raport Delorsa
Raport Delorsa - autorem tego raportu jest Jacques Delors (ówczesny przewodniczący Komisji Wspólnot Europejskich). Raport został opublikowany w 1989 roku, pokazywał perspektywy zjednoczenia Europy, zawierał propozycje dotyczące integracji gospodarczej i walutowej. Raport stanowił podstawę do negocjacji warunków Traktatu o Unii Europejskiej w części dotyczącej Unii Gospodarczej i Walutowej (UGW).

## Charakterystyka raportu
Raport Delorsa przewiduje trzy etapy tworzenia unii walutowej:
1. etap
  - rozpoczęty w 1990 roku
  - zniesienie wszelkich ograniczeń ruchu kapitału między krajami członkowskimi
2. etap
  - rozpoczęty w 1994 roku, kiedy został utworzony Europejski Instytut Walutowy
  - wzmocnienie koordynacji polityki pieniężnej krajów UE
3. etap
  - całkowita i nieodwołalna wymienialność walut
  - brak ograniczeń w transakcjach kapitałowych
  - całkowita integracja rynków kapitałowych i pieniężnych
  - przestała istnieć ECU i została wymieniona na euro w stosunku 1:1
  - polityka pieniężna jest prowadzona przez Europejski System Banków Centralnych

W etapie trzecim wzięły udział jedynie kraje spełniające kryteria konwergencji ustanowione na Konferencji Międzynarodowej w Maastricht (1991). Raport kończy się nieuchronną klauzulą, że przedstawione propozycje będą musiały zostać dołączone w formie poprawek do postanowień Traktatu Rzymskiego. Z tej racji Raport zlecał zwołanie Konferencji Międzyrządowych na mocy artykułu 236 EWG (zastąpionego później przez artykuł N TUE). 26/27 czerwca 1989 Rada Europejska na szczycie w Madrycie zaakceptowała Raport Delorsa jako strategię dla UGW i zdecydowała o rozpoczęciu I etapu tworzenia unii walutowej.